# Dominika Cibulková
Dominika Cibulková (ur. 6 maja 1989 w Bratysławie) – słowacka tenisistka, finalistka wielkoszlemowego Australian Open 2014 w grze pojedynczej, zwyciężczyni BNP Paribas WTA Finals Singapore 2016.

## Kariera tenisowa
Cibulková rozpoczęła grę w tenisa pomiędzy siódmym a dziewiątym rokiem życia. Zawodową tenisistką stała się w 2005 roku, po zagraniu turnieju ITF w Pradze pod koniec 2004. W latach 2005–2006 zwyciężyła w dwóch zawodach rangi ITF w Amarante (Portugalia) i Bratysławie.
W 2007 roku przeszła kwalifikacje do turnieju głównego i osiągnęła trzecią rundę French Open, eliminując Chinkę Sun Tiantian 6:4, 6:4 i Niemkę Martinę Müller 6:3, 6:2. Słowaczkę wyeliminowała Rosjanka Swietłana Kuzniecowa. Ponadto Cibulková osiągnęła w tym roku trzecią rundę Bausch & Lomb Championships, pokonując Anabel Medinę Garrigues oraz ćwierćfinał ECM Prague Open, zwyciężając nad Giselą Dulko. Najlepszy wynik tego sezonu wywalczyła w Guangzhou International Women’s Open, odpadając w półfinale po porażce ze zwyciężczynią turnieju Virginie Razzano 6:3, 1:6, 1:6.
Pierwszym turniejem Cibulkovej w 2008 roku był Mondial Australian Women’s Hardcourts, gdzie przegrała w 1/4 finału z Białorusinką Wiktoryją Azaranką 1:6, 6:3, 3:6. Następnie Słowaczka przebrnęła przez kwalifikacje do turnieju Medibank International, jednakże odpadła tam w pierwszej rundzie z Estonką Kaią Kanepi 6:3, 1:6, 6:7(6). W Australian Open z Cibulkovą w pierwszej rundzie wygrała Flavia Pennetta 6:4. 5:7, 6:4. Grała dla Słowacji w pierwszej rundzie Pucharu Federacji przeciwko drużynie Czech.
W Open Gaz de France, Cibulková przegrała w drugiej rundzie z Marion Bartoli 5:7, 1:6. Potem po raz kolejny odpadła w drugiej rundzie, tym razem w Proximus Diamond Games z Chinką Li Na 4:6, 3:6. W Qatar Total Open, Słowaczka osiągnęła pierwszy ćwierćfinał w turniejach kategorii I, eliminując w trzeciej rundzie Venus Williams 6:3, 6:3. W ćwierćfinale Dominikę pokonała Agnieszka Radwańska 6:4, 6:7(1), 6:4. Potem odpadła w trzeciej rundzie Pacific Life Open i Sony Ericsson Open. W kwietniu osiągnęła pierwszy w karierze finał WTA Tour w turnieju Bausch & Lomb Championships, przegrywając z Rosjanką Mariją Szarapową. W Berlinie uległa Ukraince Alonie Bondarenko. Następnie osiągnęła trzecią rundę French Open i pierwszą rundę Wimbledonu
W Montrealu Cibulková pokonała Jelenę Diemientjewą w drugiej rundzie i Nadię Pietrową w trzeciej. W ćwierćfinale Słowaczka zwyciężyła z rozstawioną z numerem drugim w turnieju Serbką Jeleną Janković 7:5, 6:2 (mimo tego, że przegrywała w pierwszym secie 1:5). W kolejnym spotkaniu zrewanżowała się Francuzce Bartoli za porażkę w turnieju we Francji, wygrywając z nią 4:6, 6:4, 6:3, jednakże w finale nie sprostała Rosjance Dinarze Safinie. Przegrała z nią 2:6, 1:6.
W US Open pokonała Jill Craybas w pierwszej rundzie, natomiast w drugiej pokonała kwalifikantkę Ralucę Olaru i po raz pierwszy w karierze awansowała do 1/16 finału tego turnieju – tam spotkała się z reprezentantką Polski Agnieszką Radwańską, z którą przegrała 0:6, 3:6.
W styczniu 2009, partnerując Dominikowi Hrbatemu wygrała nieoficjalne mistrzostwa świata drużyn mieszanych, Puchar Hopmana.
W kwietniu 2012 roku doszła do finału turnieju w Barcelonie. W meczu o mistrzostwo przegrała z Sarą Errani 6:2, 6:2. W lipcu tegoż roku zwyciężyła w turnieju rangi Premier Series w Carlsbadzie. W finale pokonała rozstawioną z numerem pierwszym Marion Bartoli 6:1, 7:5.
W styczniu 2013 roku awansowała do finału turnieju rangi WTA Premier w Sydney. Przegrała w nim jednak z Agnieszką Radwańską wynikiem 0:6, 0:6. Pod koniec lipca zrewanżowała się Polce w finale turnieju w Stanford, wygrywając 3:6, 6:4, 6:4.
W styczniu 2014 roku awansowała do finału wielkoszlemowego Australian Open. W swoim pierwszym finale zawodów Wielkiego Szlema przegrała z Li Na wynikiem 6:7(3), 0:6.
W listopadzie 2019 poinformowała o zakończeniu kariery zawodowej.

## Życie prywatne
Córka słowackiej prawniczki i posłanki, Kataríny Cibulkovej.
Cibulková związana była z francuskim tenisistą, Gaëlem Monfilsem, a także z Austriakiem Jürgenem Melzerem.
9 lipca 2016 roku wyszła za mąż za swojego wieloletniego partnera, Michala Navarę. 14 czerwca 2020 urodziła syna Jakuba.

## Historia występów wielkoszlemowych
Legenda
     W, wygrany turniej
     F, przegrana w finale
     SF, przegrana w półfinale
     QF, przegrana w ćwierćfinale
     xR, przegrana w x rundzie
     Qx, przegrana w x rundzie kwalifikacji
     A, brak startu

### Występy w grze pojedynczej
| Australian Open        | A   | A   | Q1 | 1R | 4R | 1R | 3R | 2R | 2R | F  | QF | 1R | 3R | 1R | 1R  | 0 / 12 | 20 – 12 |  |  |  |  |  |  |  |  |  |
| French Open            | A   | A   | 3R | 3R | SF | 3R | 1R | QF | 2R | 3R | A  | 3R | 2R | 1R | 1R  | 0 / 11 | 20 – 11 |  |  |  |  |  |  |  |  |  |
| Wimbledon              | A   | A   | Q1 | 1R | 3R | 3R | QF | 1R | 3R | 3R | 1R | QF | 3R | QF | A   | 0 / 11 | 22 – 11 |  |  |  |  |  |  |  |  |  |
| US Open                | A   | A   | 2R | 3R | A  | QF | 2R | 3R | 1R | 1R | 3R | 3R | 2R | 4R | A   | 0 / 11 | 18 – 11 |  |  |  |  |  |  |  |  |  |
|                        |     |     |    |    |    |    |    |    |    |    |    |    |    |    |     |        |         |  |  |  |  |  |  |  |  |  |
| Ranking na koniec roku | 555 | 156 | 52 | 19 | 30 | 31 | 18 | 15 | 23 | 11 | 38 | 5  | 26 | 25 | 316 | 0 / 45 | 80 – 45 |  |  |  |  |  |  |  |  |  |

### Występy w grze podwójnej
| Australian Open        | A | A   | A   | A   | 1R  | 1R  | 1R  | 2R | 2R  | 1R  | 2R  | 3R  | A   | A | A | 0 / 8  | 5 – 8   |  |  |  |  |  |  |  |  |  |  |
| French Open            | A | A   | A   | 1R  | 1R  | 2R  | A   | 2R | 1R  | 2R  | A   | 2R  | A   | A | A | 0 / 7  | 4 – 7   |  |  |  |  |  |  |  |  |  |  |
| Wimbledon              | A | A   | A   | 1R  | 1R  | 3R  | 1R  | 2R | 1R  | 1R  | A   | A   | A   | A | A | 0 / 7  | 3 – 7   |  |  |  |  |  |  |  |  |  |  |
| US Open                | A | A   | 1R  | QF  | A   | 2R  | 2R  | 1R | 1R  | 1R  | 2R  | A   | A   | A | A | 0 / 8  | 6 – 8   |  |  |  |  |  |  |  |  |  |  |
|                        |   |     |     |     |     |     |     |    |     |     |     |     |     |   |   |        |         |  |  |  |  |  |  |  |  |  |  |
| Ranking na koniec roku | – | 598 | 457 | 141 | 847 | 108 | 157 | 62 | 125 | 346 | 171 | 178 | 196 | – | – | 0 / 30 | 18 – 30 |  |  |  |  |  |  |  |  |  |  |

### Występy w grze mieszanej
| Australian Open | A | A | A | A  | QF | A | A | A | A | A | A | A | A | A | A | 0 / 1 | 2 – 1 |  |  |  |  |  |  |  |  |  |  |
| French Open     | A | A | A | 2R | 1R | A | A | A | A | A | A | A | A | A | A | 0 / 2 | 1 – 2 |  |  |  |  |  |  |  |  |  |  |
| Wimbledon       | A | A | A | A  | A  | A | A | A | A | A | A | A | A | A | A | 0 / 0 | 0 – 0 |  |  |  |  |  |  |  |  |  |  |
| US Open         | A | A | A | 1R | A  | A | A | A | A | A | A | A | A | A | A | 0 / 1 | 1 – 1 |  |  |  |  |  |  |  |  |  |  |
|                 |   |   |   |    |    |   |   |   |   |   |   |   |   |   |   |       |       |  |  |  |  |  |  |  |  |  |  |
|                 |   |   |   |    |    |   |   |   |   |   |   |   |   |   |   | 0 / 4 | 3 – 4 |  |  |  |  |  |  |  |  |  |  |

## Finały turniejów WTA
| Legenda                     | Legenda |
| --------------------------- | ------- |
| Wielki Szlem                |         |
| Igrzyska olimpijskie        |         |
| WTA Tour Championships      |         |
| 1988 – 2008                 |         |
| Kategoria I                 |         |
| Kategoria II                |         |
| Kategoria III               |         |
| Kategoria IV                |         |
| Kategoria V                 |         |
| 2009 – 2020                 |         |
| WTA Premier Mandatory       |         |
| WTA Premier 5               |         |
| WTA Premier                 |         |
| WTA International Series    |         |
| WTA 125K series (2012–2020) |         |

### Gra pojedyncza 21 (8–13)
| Końcowy wynik | Nr  | Data                 | Turniej         | Nawierzchnia  | Przeciwniczka            | Wynik finału           |
| ------------- | --- | -------------------- | --------------- | ------------- | ------------------------ | ---------------------- |
| Finalistka    | 1.  | 13 kwietnia 2008     | Amelia Island   | Ceglana       | Marija Szarapowa         | 6:7(7), 3:6            |
| Finalistka    | 2.  | 3 sierpnia 2008      | Montreal        | Twarda        | Dinara Safina            | 2:6, 1:6               |
| Finalistka    | 3.  | 16 października 2011 | Linz            | Twarda (hala) | Petra Kvitová            | 4:6, 1:6               |
| Zwyciężczyni  | 1.  | 23 października 2011 | Moskwa          | Twarda (hala) | Kaia Kanepi              | 3:6, 7:6(1), 7:5       |
| Finalistka    | 4.  | 15 kwietnia 2012     | Barcelona       | Ceglana       | Sara Errani              | 2:6, 2:6               |
| Zwyciężczyni  | 2.  | 22 lipca 2012        | Carlsbad        | Twarda        | Marion Bartoli           | 6:1, 7:5               |
| Finalistka    | 5.  | 11 stycznia 2013     | Sydney          | Twarda        | Agnieszka Radwańska      | 0:6, 0:6               |
| Zwyciężczyni  | 3.  | 28 lipca 2013        | Stanford        | Twarda        | Agnieszka Radwańska      | 3:6, 6:4, 6:4          |
| Finalistka    | 6.  | 25 stycznia 2014     | Australian Open | Twarda        | Li Na                    | 6:7(3), 0:6            |
| Zwyciężczyni  | 4.  | 1 marca 2014         | Acapulco        | Twarda        | Christina McHale         | 7:6(3), 4:6, 6:4       |
| Finalistka    | 7.  | 20 kwietnia 2014     | Kuala Lumpur    | Twarda        | Donna Vekić              | 7:5, 5:7, 6:7(4)       |
| Finalistka    | 8.  | 27 lutego 2016       | Acapulco        | Twarda        | Sloane Stephens          | 4:6, 6:4, 6:7(5)       |
| Zwyciężczyni  | 5.  | 10 kwietnia 2016     | Katowice        | Twarda (hala) | Camila Giorgi            | 6:4, 6:0               |
| Finalistka    | 9.  | 7 maja 2016          | Madryt          | Ceglana       | Simona Halep             | 2:6, 4:6               |
| Zwyciężczyni  | 6.  | 25 czerwca 2016      | Eastbourne      | Trawiasta     | Karolína Plíšková        | 7:5, 6:3               |
| Finalistka    | 10. | 1 października 2016  | Wuhan           | Twarda        | Petra Kvitová            | 1:6, 1:6               |
| Zwyciężczyni  | 7.  | 16 października 2016 | Linz            | Twarda (hala) | Viktorija Golubic        | 6:3, 7:5               |
| Zwyciężczyni  | 8.  | 30 października 2016 | Singapur        | Twarda (hala) | Angelique Kerber         | 6:3, 6:4               |
| Finalistka    | 11. | 26 sierpnia 2017     | New Haven       | Twarda        | Darja Gawriłowa          | 6:4, 3:6, 4:6          |
| Finalistka    | 12. | 25 lutego 2018       | Budapeszt       | Twarda (hala) | Alison Van Uytvanck      | 3:6, 6:3, 5:7          |
| Finalistka    | 13. | 26 maja 2018         | Strasburg       | Ceglana       | Anastasija Pawluczenkowa | 7:6(5), 6:7(3), 6:7(6) |

### Gra podwójna 3 (1–2)
| Końcowy wynik | Nr | Data            | Turniej          | Nawierzchnia | Partnerka              | Przeciwniczki                               | Wynik finału      |
| ------------- | -- | --------------- | ---------------- | ------------ | ---------------------- | ------------------------------------------- | ----------------- |
| Finalistka    | 1. | 17 czerwca 2011 | ’s-Hertogenbosch | Trawiasta    | Flavia Pennetta        | Barbora Záhlavová-Strýcová Klára Zakopalová | 6:1, 4:6, 7–10    |
| Finalistka    | 2. | 21 czerwca 2013 | ’s-Hertogenbosch | Trawiasta    | Arantxa Parra Santonja | Irina-Camelia Begu Anabel Medina Garrigues  | 6:4, 6:7(3), 9–11 |
| Zwyciężczyni  | 1. | 17 czerwca 2017 | ’s-Hertogenbosch | Trawiasta    | Kirsten Flipkens       | Kiki Bertens Demi Schuurs                   | 4:6, 6:4, 10–6    |

## Występy w Turnieju Mistrzyń

### W grze pojedynczej
| Rok  | Rezultat   | Przeciwniczka    | Wynik    |
| 2016 | Zwycięstwo | Angelique Kerber | 6:3, 6:4 |

## Występy w Turnieju WTA Tournament of Champions

### W grze pojedynczej
| Rok  | Rezultat     | Przeciwniczka                                          | Wynik                         |
| 2014 | Faza grupowa | Andrea Petković Carla Suárez Navarro Cwetana Pironkowa | 5:7, 3:6 7:5, 6:4 6:3, 7:6(6) |

## Występy w igrzyskach olimpijskich

### Gra pojedyncza
| Runda                                                                            | Przeciwniczka               | Wynik       |  |
| -------------------------------------------------------------------------------- | --------------------------- | ----------- |  |
|                                                                                  |                             |             |  |
| Letnie Igrzyska Olimpijskie w Pekinie 2008, reprezentując państwo Słowacja [16]  |                             |             |  |
| I runda                                                                          | Francja: Pauline Parmentier | 6:1, 7:5    |  |
| II runda                                                                         | Bułgaria: Cwetana Pironkowa | 6:2, 6:2    |  |
| III runda                                                                        | Serbia: Jelena Janković [2] | 5:7, 1:6    |  |
|                                                                                  |                             |             |  |
| Letnie Igrzyska Olimpijskie w Londynie 2012, reprezentując państwo Słowacja [12] |                             |             |  |
| I runda                                                                          | Bułgaria: Cwetana Pironkowa | 6:7(4), 2:6 |  |

### Gra podwójna
| Runda                                                                       | Partnerka          | Przeciwniczki                                   | Wynik    |
| --------------------------------------------------------------------------- | ------------------ | ----------------------------------------------- | -------- |
|                                                                             |                    |                                                 |          |
| Letnie Igrzyska Olimpijskie w Londynie 2012, reprezentując państwo Słowacja |                    |                                                 |          |
| I runda                                                                     | Daniela Hantuchová | Polska: Agnieszka Radwańska / Urszula Radwańska | 2:6, 1:6 |

## Zwycięstwa nad zawodniczkami klasyfikowanymi w danym momencie w TOP 20 rankingu
| Sezon      | 2004 | 2005 | 2006 | 2007 | 2008 | 2009 | 2010 | 2011 | 2012 | 2013 | 2014 | 2015 |
| Zwycięstwa | 0    | 0    | 0    | 0    | 11   | 1    | 3    | 10   | 4    | 8    | 7    | 5    |

| #    | Zawodnik                 | Ranking | Turniej                          | Nawierzchnia | Runda | Wynik               |
| ---- | ------------------------ | ------- | -------------------------------- | ------------ | ----- | ------------------- |
| 2008 |                          |         |                                  |              |       |                     |
| 1.   | Patty Schnyder           | Nr 12   | Doha, Katar                      | Twarda       | 2R    | 6:3, 6:4            |
| 2.   | Venus Williams           | Nr 7    | Doha, Katar                      | Twarda       | 3R    | 6:3, 6:3            |
| 3.   | Anna Czakwetadze         | Nr 7    | Amelia Island, Stany Zjednoczone | Ceglana      | 3R    | 6:2, 3:6, 6:1       |
| 4.   | Nadieżda Pietrowa        | Nr 17   | Stanford, Stany Zjednoczone      | Twarda       | 1R    | 6:4, 3:6, 6:3       |
| 5.   | Jelena Diemientjewa      | Nr 8    | Montreal, Kanada                 | Twarda       | 2R    | 6:4, 6:2            |
| 6.   | Nadieżda Pietrowa        | Nr 17   | Montreal, Kanada                 | Twarda       | 3R    | 7:6(2), 6:2         |
| 7.   | Jelena Janković          | Nr 2    | Montreal, Kanada                 | Twarda       | QF    | 7:5, 6:2            |
| 8.   | Marion Bartoli           | Nr 15   | Montreal, Kanada                 | Twarda       | SF    | 4:6, 6:4, 6:3       |
| 9.   | Anna Czakwetadze         | Nr 12   | Pekin, Chiny                     | Twarda       | 2R    | 6:3, 6:2            |
| 10.  | Marion Bartoli           | Nr 15   | Moskwa, Rosja                    | Twarda       | 1R    | 6:1, 4:1 krecz      |
| 11.  | Ana Ivanović             | Nr 5    | Moskwa, Rosja                    | Twarda       | 2R    | 3:6, 6:2, 7:6(4)    |
| 2009 |                          |         |                                  |              |       |                     |
| 12.  | Alizé Cornet             | Nr 15   | Puchar Federacji, Francja        | Ceglana      |       | 6:2, 5:7, 6:4       |
| 2010 |                          |         |                                  |              |       |                     |
| 13.  | Swietłana Kuzniecowa     | Nr 3    | Sydney, Australia                | Twarda       | 2R    | 7:5, 6:2            |
| 14.  | Swietłana Kuzniecowa     | Nr 13   | US Open, Stany Zjednoczone       | Twarda       | 4R    | 7:5, 7:6(4)         |
| 15.  | Yanina Wickmayer         | Nr 20   | Pekin, Chiny                     | Twarda       | 1R    | 6:0, 7:6(6)         |
| 2011 |                          |         |                                  |              |       |                     |
| 16.  | Marija Kirilenko         | Nr 20   | Sydney, Australia                | Twarda       | 1R    | 6:3, 6:3            |
| 17.  | Caroline Wozniacki       | Nr 1    | Sydney, Australia                | Twarda       | 2R    | 6:3, 6:3            |
| 18.  | Wiera Zwonariowa         | Nr 3    | Indian Wells, Stany Zjednoczone  | Twarda       | 3R    | 4:6, 7:6(4), 6:4    |
| 19.  | Swietłana Kuzniecowa     | Nr 14   | Madryt, Hiszpania                | Ceglana      | 1R    | 6:3, 6:2            |
| 20.  | Marija Szarapowa         | Nr 9    | Madryt, Hiszpania                | Ceglana      | 3R    | 7:5, 6:4            |
| 21.  | Swietłana Kuzniecowa     | Nr 12   | ’s-Hertogenbosch, Holandia       | Trawiasta    | QF    | 7:6(6), 4:6, 6:1    |
| 22.  | Julia Görges             | Nr 16   | Wimbledon, Wielka Brytania       | Trawiasta    | 3R    | 6:4, 1:6, 6:3       |
| 23.  | Caroline Wozniacki       | Nr 1    | Wimbledon, Wielka Brytania       | Trawiasta    | 4R    | 1:6, 7:6(5), 7:5    |
| 24.  | Francesca Schiavone      | Nr 9    | Pekin, Chiny                     | Twarda       | 2R    | 6:2, 6:2            |
| 25.  | Wiera Zwonariowa         | Nr 5    | Moskwa, Rosja                    | Twarda       | QF    | 4:6, 6:4, 6:4       |
| 2012 |                          |         |                                  |              |       |                     |
| 26.  | Peng Shuai               | Nr 17   | Sydney, Australia                | Twarda       | 1R    | 6:2, 4:6, 6:4       |
| 27.  | Wiktoryja Azaranka       | Nr 1    | French Open, Francja             | Ceglana      | 4R    | 6:2, 7:6(4)         |
| 28.  | Marion Bartoli           | Nr 10   | Carlsbad, Stany Zjednoczone      | Twarda       | F     | 6:1, 7:5            |
| 29.  | Jekatierina Makarowa     | Nr 20   | Moskwa, Rosja                    | Twarda       | 1R    | 2:6, 6:4, 6:2       |
| 2013 |                          |         |                                  |              |       |                     |
| 30.  | Petra Kvitová            | Nr 8    | Sydney, Australia                | Twarda       | 1R    | 6:1, 6:1            |
| 31.  | Jekatierina Makarowa     | Nr 19   | Sydney, Australia                | Twarda       | 2R    | 7:6(3), 1:6, 7:6(1) |
| 32.  | Sara Errani              | Nr 7    | Sydney, Australia                | Twarda       | QF    | 6:2, 6:1            |
| 33.  | Angelique Kerber         | Nr 5    | Sydney, Australia                | Twarda       | SF    | 6:2, 4:6, 6:3       |
| 34.  | Anastasija Pawluczenkowa | Nr 19   | Puchar Federacji, Rosja          | Ceglana      |       | 5:7, 6:1, 6:4       |
| 35.  | Agnieszka Radwańska      | Nr 4    | Stanford, Stany Zjednoczone      | Twarda       | F     | 3:6, 6:4, 6:4       |
| 36.  | Angelique Kerber         | Nr 9    | Toronto, Kanada                  | Twarda       | 2R    | 6:7(0), 6:2, 7:5    |
| 37.  | Roberta Vinci            | Nr 12   | Toronto, Kanada                  | Twarda       | 3R    | 6:3, 7:6(4)         |
| 2014 |                          |         |                                  |              |       |                     |
| 38.  | Carla Suárez Navarro     | Nr 16   | Australian Open, Australia       | Twarda       | 3R    | 6:1, 6:0            |
| 39.  | Marija Szarapowa         | Nr 3    | Australian Open, Australia       | Twarda       | 4R    | 3:6, 6:4, 6:1       |
| 40.  | Simona Halep             | Nr 11   | Australian Open, Australia       | Twarda       | QF    | 6:3, 6:0            |
| 41.  | Agnieszka Radwańska      | Nr 5    | Australian Open, Australia       | Twarda       | SF    | 6:1, 6:2            |
| 42.  | Petra Kvitová            | Nr 9    | Indian Wells, Stany Zjednoczone  | Twarda       | 4R    | 6:3, 6:2            |
| 43.  | Agnieszka Radwańska      | Nr 3    | Miami, Stany Zjednoczone         | Twarda       | QF    | 3:6, 7:6(5), 6:3    |
| 44.  | Carla Suárez Navarro     | Nr 18   | Sofia, Bułgaria                  | Twarda       | RR    | 7:5, 6:4            |
| 2015 |                          |         |                                  |              |       |                     |
| 45.  | Alizé Cornet             | Nr 19   | Australian Open, Australia       | Twarda       | 3R    | 7:5, 6:2            |
| 46.  | Lucie Šafářová           | Nr 6    | Eastbourne, Wielka Brytania      | Trawiasta    | 2R    | 7:6(7), 6:4         |
| 47.  | Ana Ivanović             | Nr 7    | US Open, Stany Zjednoczone       | Twarda       | 1R    | 6:3, 3:6, 6:3       |
| 48.  | Carla Suárez Navarro     | Nr 10   | Tokio, Japonia                   | Twarda       | 2R    | 6:4, 6:4            |
| 49.  | Ana Ivanović             | Nr 12   | Tokio, Japonia                   | Twarda       | QF    | 7:6(5), 6:3         |